# Paul Robinson (football, 1982)
Pour les articles homonymes, voir Paul Robinson et Robinson.
Paul Mark James Robinson (né le 7 janvier 1982 à Barnet, banlieue de Londres), est un footballeur anglais. Il joue pour le club de Havant & Waterlooville FC.

## Carrière en club
Paul Robinson commence sa carrière au club de Millwall où il signe professionnel en août 2001. Il joue son premier match en janvier 2003 lors d'une rencontre de Coupe d'Angleterre contre Cambridge United. Après être devenu un titulaire régulier de l'équipe, il accède au statut de capitaine et totalise aujourd'hui plus de 350 matchs sous les couleurs de Millwall.
Le 28 janvier 2010, il signe un nouveau contrat, le liant au club jusqu'à la fin de la saison 2012-2013.
Le 6 août 2014 il est prêté à Portsmouth. Le 7 janvier 2015 il les rejoint d'une manière permanente.
Le 3 août 2015 il signe à AFC Wimbledon.

## Distinction personnelle
- Élu meilleur joueur de Millwall pour la saison 2008-2009